# Acceleration Team Portugal
Het Acceleration Team Portugal is een Portugees raceteam dat deelneemt aan het landenkampioenschap Acceleration 2014 in de klasse Formula Acceleration 1. Het team wordt gerund door het Italiaanse Team Ghinzani, eigendom van Piercarlo Ghinzani. Hij is tevens de eigenaar van het team.
In 2014, het eerste seizoen van de klasse, had het team Armando Parente als coureur in het eerste raceweekend. In het tweede raceweekend vertrok hij naar het Chinese team en werd hij vervangen door Sergio Campana, die overkwam van het Franse team. In het laatste raceweekend vertrok hij naar het Italiaanse team en werd hij vervangen door Jeroen Mul.

## Resultaten
| Resultaat                     |
| ----------------------------- |
| Winnaar                       |
| Tweede plaats                 |
| Derde plaats                  |
| Gefinisht (punten)            |
| Gefinisht (geen punten)       |
| Niet geklasseerd (NC)         |
| Uitgevallen (DNF)             |
| Niet gekwalificeerd (DNQ)     |
| Gediskwalificeerd (DSQ)       |
| Niet gestart (DNS)            |
| Gewond (INJ)                  |
| Uitgesloten (EX)              |
| Teruggetrokken (WD)           |
| Niet deelgenomen (blanco cel) |
| vetgedrukt (pole position)    |
| cursief (snelste ronde)       |

| Jaar | Coureur         | 1     | 2     | 3     | 4       | 5      | 6     | 7     | 8     | 9     | 10     | Punten | Positie |
| ---- | --------------- | ----- | ----- | ----- | ------- | ------ | ----- | ----- | ----- | ----- | ------ | ------ | ------- |
| 2014 | Armando Parente | ALG 6 | ALG 5 |       |         |        |       |       |       |       |        | 40*    | 7*      |
| 2014 | Sergio Campana  |       |       | NAV 6 | NAV DNS | NÜR 11 | NÜR 3 | MON 5 | MON 9 |       |        | 72**   | 6**     |
| 2014 | Jeroen Mul      |       |       |       |         |        |       |       |       | ASS 6 | ASS 13 | 6      | 21      |
| Jaar | Coureur         | 1     | 2     | 3     | 4       | 5      | 6     | 7     | 8     | 9     | 10     | Punten | Positie |

* Bij de punten van Parente zijn ook zijn punten die hij gescoord heeft voor het Acceleration Team China inbegrepen.

** Bij de punten van Campana zijn ook zijn punten die hij gescoord heeft voor het Acceleration Team Frankrijk en het Acceleration Team Italië inbegrepen.